# Livesport Prague Open 2024
Livesport Prague Open 2024 byl tenisový turnaj na ženském profesionálním okruhu WTA Tour, hraný v areálu TK Sparta Praha se čtyřmi soutěžními dvorci. Kapacita areálu činila 3 tisíce osob a na centrální dvorec mohlo zavítat 2,5 tisíce diváků. Patnáctý ročník Prague Open probíhal mezi 21. a 26. červencem 2024 v českém hlavním městě Praze na antukových dvorcích.
Organizátoři se z tvrdého povrchu vrátili k antuce vzhledem k navazujícím pařížským olympijským hrám konaným rovněž na antukovém podkladu. Olympiáda stála i za změnou herního plánu, s finále naplánovanými na páteční dopoledne. Generálním partnerem se počtvrté stala technologická společnost Livesport. V důsledku invaze Ruska na Ukrajinu na konci února 2022 řídící organizace tenisu ATP, WTA a ITF s grandslamy rozhodly, že ruští a běloruští tenisté mohl dále na okruzích startovat, ale do odvolání nikoli pod vlajkami Ruska a Běloruska.
Turnaj dotovaný 267 082 dolary patřil do kategorie WTA 250. Nejvýše nasazenou singlistkou se – po odhlášení světové desítky Krejčíkové z dvouhry –, stala dvacátá šestá tenistka žebříčku Linda Nosková, která skončila v semifinále. Poslední přímou účastnicí v hlavní soutěži měla být 264. hráčka klasifikace a úřadující vítězka juniorky French Open Tereza Valentová, která se odhlásila pro zranění. Ve dvouhře absentovalo šest z osmi Češek postavených v první světové stovce žebříčku WTA, Barbora Krejčíková (10.),  Markéta Vondroušová (18.),  Karolína Muchová (29.), Marie Bouzková (42.),  Karolína Plíšková (43.) a Brenda Fruhvirtová (90).
Třetí singlový titul na okruhu WTA Tour vybojovala 32letá Polka Magda Linetteová. S poraženou finalistkou  Magdalenou Fręchovou odehrály v otevřené éře první ryze polské finále na nejvyšším profesionálním okruhu. Čtyřhru ovládly favorizované Češky Barbora Krejčíková s Kateřinou Siniakovou. Před obhajobou olympijského zlata v Paříži nastoupily do prvního společného turnaje od přerušení partnerství v závěru roku 2023 a získaly sedmnáctou párovou trofej. Ve finále zdolaly další grandslamové šampionky a bývalé světové jedničky, Mattekovou-Sandsovou a Šafářovou, která se krátkodobě vrátila na okruh od ukončení kariéry v roce 2019.

## Rozdělení bodů a finančních odměn

### Rozdělení bodů
| Soutěž  | Soutěž       | vítězky | finalistky | semifinalistky | čtvrtfinalistky | 16 v kole | 32 v kole | Q  | Q2 | Q1 |
| ------- | ------------ | ------- | ---------- | -------------- | --------------- | --------- | --------- | -- | -- | -- |
| dvouhra | [ 6 ] [ 11 ] | 250     | 163        | 98             | 54              | 30        | 1         | 18 | 12 | 1  |
| čtyřhra | [ 12 ]       | 250     | 163        | 98             | 54              | 1         | —         | —  | —  | —  |

### Finanční odměny
| Soutěž                                | Soutěž       | vítězky  | finalistky | semifinalistky | čtvrtfinalistky | 16 v kole | 32 v kole | Q2      | Q1      |
| ------------------------------------- | ------------ | -------- | ---------- | -------------- | --------------- | --------- | --------- | ------- | ------- |
| dvouhra                               | [ 6 ] [ 11 ] | 35 250 $ | 20 830 $   | 11 610 $       | 6 608 $         | 4 040 $   | 2 890 $   | 2 140 $ | 1 380 $ |
| čtyřhra                               | [ 12 ]       | 12 820 $ | 7 210 $    | 4 140 $        | 2 470 $         | 1 900 $   | —         | —       | —       |
| částky ve čtyřhře jsou uváděny na pár |              |          |            |                |                 |           |           |         |         |

## Ženská dvouhra

### Nasazení
| Stát                             | Hráčka                    | WTA | Nasazení |
| -------------------------------- | ------------------------- | --- | -------- |
| Česko                            | Linda Nosková             | 26. | 1.       |
| Česko                            | Kateřina Siniaková        | 38. | 2.       |
| Ukrajina                         | Anhelina Kalininová       | 47. | 3.       |
| Polsko                           | Magda Linetteová          | 48. | 4.       |
| Bulharsko                        | Viktorija Tomovová        | 49. | 5.       |
| Polsko                           | Magdalena Fręchová        | 56. | 6.       |
| Argentina                        | Nadia Podoroská           | 71. | 7.       |
| Slovensko                        | Anna Karolína Schmiedlová | 79. | 8.       |
| Žebříček WTA k 15. červenci 2024 |                           |     |          |

### Jiné formy účasti
Následující hráčky obdržely divokou kartu do hlavní soutěže:
- Renáta Jamrichová
- Barbora Palicová
- Laura Samson

Následující hráčky postoupily z kvalifikace:
- Mona Barthelová
- Louisa Chiricová
- Oxana Selechmetěvová
- Anastasija Soboljevová
- Tara Würthová
- Katarina Zavacká

Následující hráčky postoupily z kvalifikace jako šťastné poražené:
- Ena Šibaharaová
- Alison Van Uytvancková
- Kathinka von Deichmannová

### Odhlášení
před zahájením turnaje
- Barbora Krejčíková → nahradila ji  Suzan Lamensová
- Camila Osoriová → nahradila ji  Astra Sharmaová
- Darja Savilleová → nahradila ji  Sára Bejlek
- Wang Sin-jü → nahradila ji  Eva Lysová
- Renata Zarazúová → nahradila ji  Jana Fettová
- Čeng Saj-saj → nahradila ji  Zeynep Sönmezová

## Ženská čtyřhra

### Nasazení
| Stát                                                                         | Hráčka              | Stát             | Hráčka                  | WTA  | Nasazení |
| ---------------------------------------------------------------------------- | ------------------- | ---------------- | ----------------------- | ---- | -------- |
| Česko                                                                        | Barbora Krejčíková  | Česko            | Kateřina Siniaková      | 24.  | 1.       |
| Japonsko                                                                     | Šúko Aojamová       | Japonsko         | Ena Šibaharaová         | 50.  | 2.       |
| Čínská Tchaj-pej                                                             | Sie Šu-wej          | Čínská Tchaj-pej | Cchao Ťia-i             | 141. | 3.       |
| Itálie                                                                       | Camilla Rosatellová | Belgie           | Kimberley Zimmermannová | 163. | 4.       |
| Žebříček WTA k 15. červenci 2024; číslo je součtem umístění obou členek páru |                     |                  |                         |      |          |

### Jiné formy účasti
Následující páry obdržely divokou kartu do hlavní soutěže:
- Renáta Jamrichová /  Laura Samson
- Bethanie Matteková-Sandsová  /  Lucie Šafářová

## Přehled finále

### Ženská dvouhra
- Magda Linetteová vs.  Magdalena Fręchová, 6–2, 6–1

### Ženská čtyřhra
- Barbora Krejčíková /  Kateřina Siniaková vs.  Bethanie Matteková-Sandsová /  Lucie Šafářová, 6–3, 6–3